# Characidium vestigipinne
Characidium vestigipinne är en fiskart som beskrevs av Buckup och Hahn 2000. Characidium vestigipinne ingår i släktet Characidium och familjen Crenuchidae. Inga underarter finns listade i Catalogue of Life.